# Шапиро, Хаим Нахман
Хаим Нахман Шапиро (1895, Минск — 8 декабря 1943, Каунас) — литовский и еврейский литературовед, публицист и педагог. Доктор философии (1925). Один из ведущих деятелей сионизма в межвоенной Литве. Расстрелян нацистами в Каунасе в ходе Холокоста.

## Биография
Хаим Нахман Шапиро родился в Минске в семье раввина Аврома Довбера Шапиро. Внук Лейба Перельмана. Получил традиционное еврейское религиозное образование. В период с 1921 по 1925 изучал философию и семитские языки в университетах Берлина и Венском университете.
В 1925 году защитил докторскую диссертацию и начал преподавать семитские языки в университете Каунаса. В 1931 получил должность профессора и продолжил свою деятельность до 1940.
Один из ведущих деятелей сионизма в Литве, принимал участие в качестве делегата на нескольких сионистских конгрессах. Печатался в каунасской газете «Идише штиме».
Во время своего пребывания в Каунасском гетто возглавлял отдел образования и культуры гетто, работал над всеобъемлющем изданием «История современной еврейской литературы», которое было рассчитано на 12 томов, 1-й том вышел в Тель-Авиве в 1939, 2-й том пропал в гетто.
8 декабря 1943 был расстрелян вместе с женой, матерью и единственным сыном Итамаром.
Автор «Дер везнтлехер унтершейд цвишн дер алтер ун наер литератур» («Существенная разница между старой и новой литературой». Каунас, 1935).

## Публикации
- Kaunietis A.Mapu : jo gyvenimas ir kuryba (Kaunas : «Raides» Koperatyvo Spaustuve, 1928) על אברהם מאפו הליטאי
- Hebrajų k. vieta semitų k. šeimoje (1930)
- Lietuva L. Neiduso kūryboje (1931)
- Die grammatische Terminologie des Salomon ben Isaak (Raschi) : nach den Quellen untersucht (Kaunas, 193-)
- Vilnius naujojoj žydų poezijoj (Kaunas ; Vilnius, 1935)
- Naujosios žydų literatūros metmenys (Kaunas : V.D.U. Humanitarinių Mokslų Fakulteto Leidinys, 1938)